# Verde pensile
Il verde pensile si riferisce a sistemi di copertura dove, al di sotto della vegetazione, è presente una superficie impermeabilizzata.

## Descrizione
Il verde pensile si divide in due categorie principali:
Verde pensile estensivo: noto anche come tetto verde, caratterizzato da una manutenzione ridotta e uno scopo tecnico.

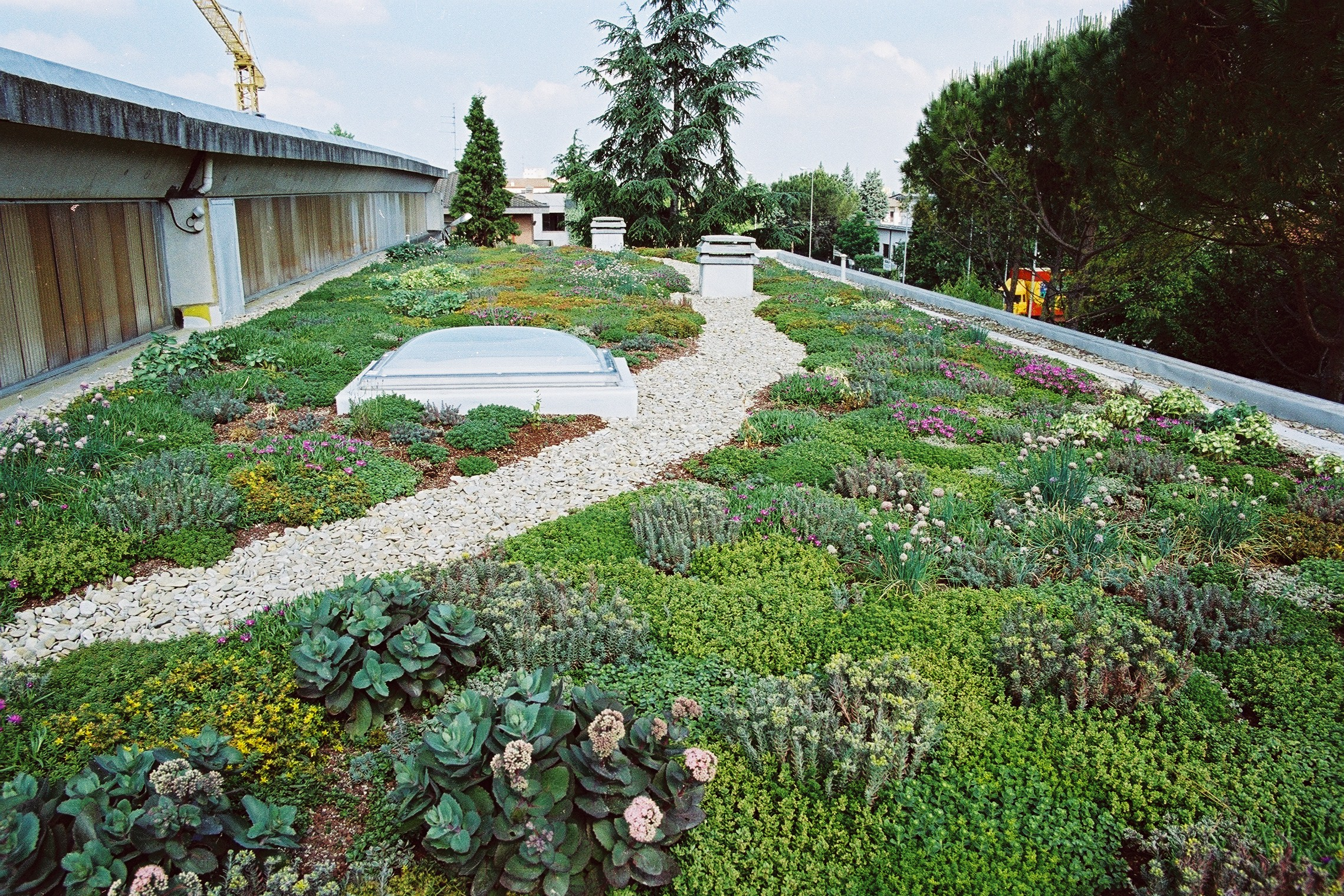
Esempio verde pensile estensivo (tetto verde)

Verde pensile intensivo: conosciuto anche come giardino pensile, più simile a un giardino tradizionale, richiedendo maggiore manutenzione ed essendo realizzato per uno scopo prevalentemente estetico.

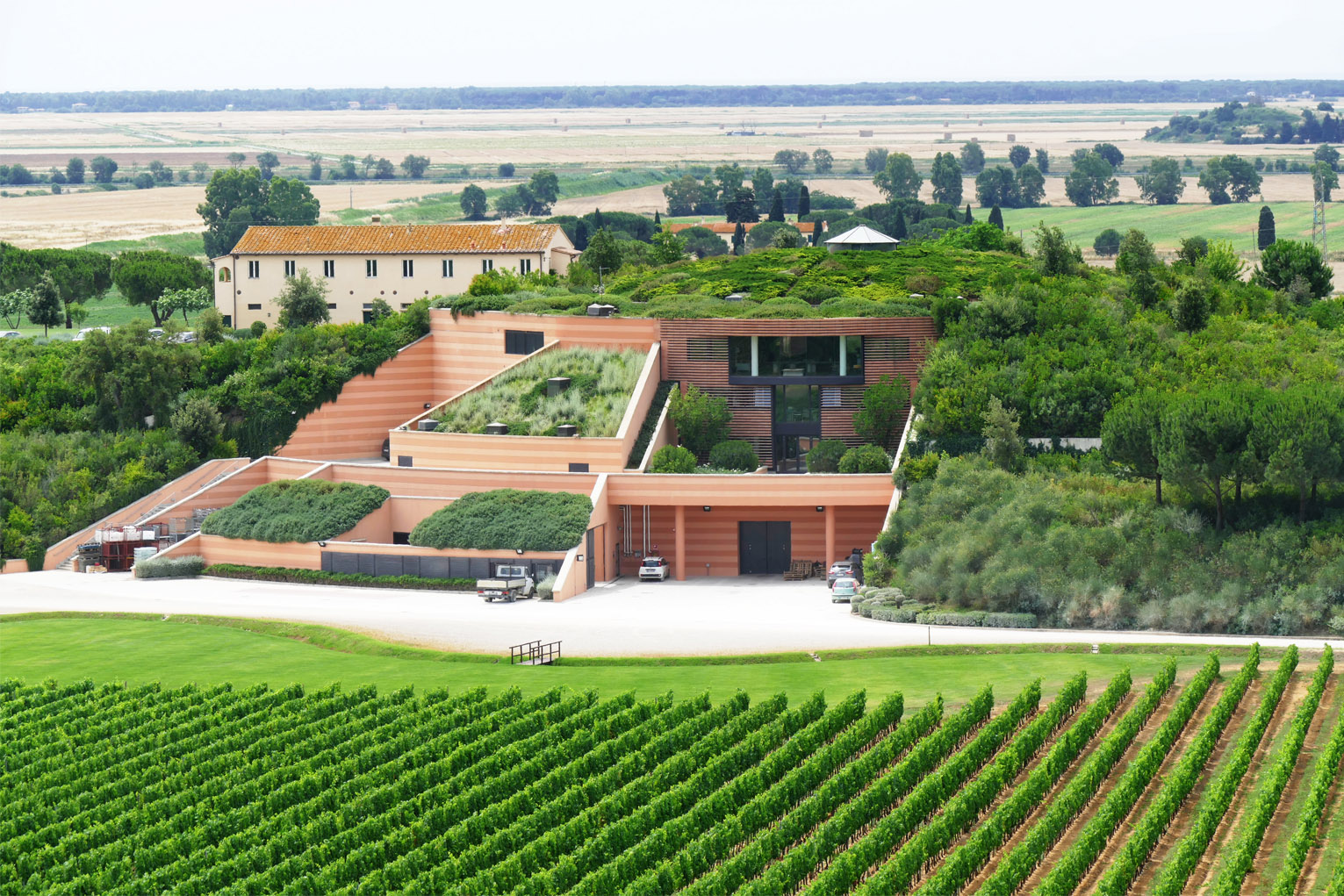
Esempio verde pensile intensivo (giardino pensile)

Sebbene le due tipologie vengano realizzate quasi con gli stessi materiali, vegetazione esclusa, di seguito vengono elencate le principali differenze.
1. Struttura e peso: i tetti verdi sono generalmente più leggeri e richiedono strutture di supporto meno robuste rispetto ai giardini pensili, che sono più pesanti a causa della diversità e del volume di piante e substrati.
2. Manutenzione: i tetti verdi richiedono una manutenzione minima, principalmente per controllare la crescita delle piante e l'accumulo di detriti. Invece, i giardini pensili necessitano di una cura più intensiva, simile a quella dei giardini tradizionali.
3. Tipi di vegetazione: i tetti verdi utilizzano piante resistenti e a bassa crescita, come sedum, mentre i giardini pensili possono ospitare una varietà più ampia di piante, inclusi arbusti e talvolta alberi.
4. Funzione e accessibilità: i tetti verdi sono spesso non accessibili e funzionali principalmente per benefici economici e tecnici. I giardini pensili, invece, sono progettati per essere spazi vivibili e ricreativi.
5. Costi e investimenti: l'installazione e la manutenzione di un giardino pensile tendono a essere più costose rispetto a quelle di un tetto verde, a causa delle esigenze più elevate in termini di materiali, struttura e manodopera.

## Aspetti tecnici e normativi
Secondo la propria norma di riferimento (Codice di Pratica UNI11235/2015) è composto da un “pacchetto” di più strati che comprende (dal basso verso l'alto):
1. Elemento portante: dovrà essere dimensionato valutando in maniera adeguata i carichi di progetto, compresa la freccia massima e tutti i materiali componenti i singoli strati ed elementi nel rispetto della legislazione vigente.
2. Elemento di tenuta all'acqua: ha la funzione di conferire alla copertura una prefissata impermeabilità all’acqua meteorica, deve impedire la penetrazione delle acque meteoriche e contemporaneamente proteggere gli strati.
3. Elemento di protezione all'azione delle radici: l'elemento in questione ha come scopo la protezione dell’elemento portante e l’impedimento delle radici di intaccare il manto impermeabile.
4. Elemento di protezione meccanica: viene richiesto il requisito generale di avere la capacità di resistere all’azione dei carichi statici o dinamici, sia durante la fase di installazione, sia durante la vita utile, al fine di proteggere l’elemento di tenuta.
5. Elemento di accumulo idrico: tale elemento rappresenta il cuore dei sistemi a verde pensile. Requisito fondamentale che esso deve assolvere è l’accumulo idrico durante le precipitazioni meteoriche o le irrigazioni.
6. Elemento drenante: il requisito principale che l’elemento drenante deve assolvere è la capacità di drenare le acque di origine meteorica o dovute all’irrigazione.
7. Elemento filtrante: strato di filtrazione delle particelle del substrato, che tramite movimenti meccanici naturali si muovono verso l’elemento drenante che si trova al di sotto.
8. Strato colturale: rappresenta la principale fonte di approvvigionamento per le piante, da cui esse traggono le sostanze nutritive atte alla sopravvivenza. A esso è richiesto il controllo della capacità agronomica. L’individuazione della tipologia e dello spessore dello strato dipendono dalla tipologia di vegetazione.
9. Strato di vegetazione: lo studio delle specie vegetali da collocare in un sistema a verde pensile, va affrontato con grande attenzione, in quanto deve esserci un'assoluta integrazione tra progettazione dello strato vegetativo dettato dalla funzione del verde e strato colturale.

Le caratteristiche più importanti sono la qualità del substrato, la quantità di accumulo d'acqua, la superficie di appoggio dell'elemento di accumulo e la apertura a pori del tessuto di filtro.

## Benefici
È una finitura tecnologica della copertura che fornisce diversi benefici all'edificio quali:
1. Protezione dell'impermeabilizzazione: salvaguardia dei pacchetti di isolamento termico e dei manti impermeabili.
2. Isolamento termico: riduce la dispersione di calore in inverno e abbassa l'uso di condizionamento in estate.
3. Abbattimento isola di calore: migliora il clima urbano, contrastando gli effetti della cementificazione.
4. Riduzione delle polveri sottili: cattura e riduce la circolazione delle particelle inquinanti.
5. Creazione di habitat per la fauna selvatica: fornisce spazi vitali in ambienti urbanizzati.
6. Regimazione idrica: rallenta il deflusso delle precipitazioni, riducendo l'impatto sulla rete idrica.
7. Isolamento acustico: diminuisce il rumore ambientale e l'inquinamento acustico.
8. Benessere psicofisico: migliora il microclima urbano e la qualità della vita.

## Sinergie e innovazioni
Le coperture verdi non sono solo un'aggiunta estetica agli edifici, ma svolgono un ruolo cruciale nel migliorare la sostenibilità e l'efficienza energetica degli ambienti urbani. Integrano tecnologie avanzate e principi ecologici per creare un impatto positivo sia sul microclima locale sia sul benessere generale.

### Fotovoltaico
L'integrazione dei pannelli fotovoltaici con le coperture verdi è un'innovazione significativa. Questa sinergia tra vegetazione e pannelli solari non solo aumenta l'efficienza energetica, ma contribuisce anche a ridurre l'impatto ambientale. I pannelli fotovoltaici, protetti e raffreddati dalla vegetazione sottostante, tendono ad avere una maggiore efficienza, mentre le piante traggono beneficio dall'ombra parziale e dall'ambiente moderato creato dai pannelli.

### Gestione idrica
Un altro aspetto fondamentale delle coperture verdi è la loro capacità di gestire efficacemente le acque meteoriche, capacità che è portata ad un nuovo livello dalle coperture Blue Green Roof. Queste strutture sono in grado di assorbire e trattenere una quantità significativa di acqua piovana, riducendo il deflusso verso i sistemi di drenaggio urbani. Ciò aiuta a mitigare il rischio di allagamenti e contribuisce alla riduzione del carico sulle infrastrutture idriche urbane, oltre a favorire processi naturali come l'evapotraspirazione.